# Kha
| N28 · a · Y1 |

| N28 · a · Y1 |

Kha (fl. XV secolo a.C.) è stato un architetto e funzionario egizio.
Capo architetto dei lavori della Necropoli di Tebe al servizio dei faraoni Amenhotep II, Thutmose IV e, in special modo, Amenhotep III
Visse nel villaggio operaio di Deir-el-Medina e con la moglie Merit ebbe due figli maschi, Amenemopet e Nakhteftaneb, e una femmina, chiamata Merit come la madre.
La tomba di Kha e di sua moglie Merit costituisce uno tra i più importanti corredi funerari mai rinvenuti, oggi conservato in larga parte presso il Museo Egizio di Torino.